# Orzeł za najlepsze zdjęcia

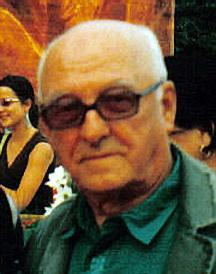
Witold Sobociński, laureat nagrody z 2000 roku

Laureaci Orłów w kategorii najlepsze zdjęcia:

## Laureaci i nominowani

### Lata 1990–1999
- 1998 Krzysztof Ptak − Historia kina w Popielawach
  - Paweł Edelman − Demony wojny według Goi
  - Łukasz Kośmicki − Gniew
  - Paweł Edelman − Kroniki domowe
  - Artur Reinhart − Nic
  - Martin Štrba − Zabić Sekala

- 1999 Paweł Edelman − Pan Tadeusz
  - Bartosz Prokopowicz − Dług
  - Jarosław Szoda − Egzekutor
  - Jolanta Dylewska − Królowa aniołów
  - Adam Sikora − Wojaczek

### Lata 2000–2009
- 2000 Witold Sobociński − Wrota Europy
  - Arkadiusz Tomiak − Daleko od okna
  - Paweł Edelman − Duże zwierzę
  - Piotr Wojtowicz − Prymas. Trzy lata z tysiąca
  - Edward Kłosiński − Życie jako śmiertelna choroba przenoszona drogą płciową

- 2001 Krzysztof Ptak − Weiser
  - Adam Sikora − Angelus
  - Paweł Edelman − Boże skrawki
  - Arkadiusz Tomiak − Cisza
  - Petro Aleksowski − Cześć Tereska
  - Jacek Petrycki − Człowiek wózków

- 2002 Paweł Edelman − Pianista
  - Krzysztof Ptak − Edi
  - Adam Sikora − Eukaliptus
  - Jolanta Dylewska − Głośniej od bomb
  - Piotr Wojtowicz − Tam i z powrotem

- 2003 Krzysztof Ptak − Pornografia
  - Jacek Petrycki − Julia wraca do domu
  - Adam Bajerski, Paweł Śmietanka − Zmruż oczy

- 2004 Krzysztof Ptak − Mój Nikifor
  - Marcin Koszałka − Pręgi
  - Arkadiusz Tomiak − Symetria

- 2005 Artur Reinhart − Jestem
  - Andrzej Ramlau − Rozdroże Cafe
  - Grzegorz Kuczeriszka − Skazany na bluesa
  - Jolanta Dylewska − W dół kolorowym wzgórzem

- 2006 Krzysztof Ptak − Jasminum
  - Arkadiusz Tomiak − Palimpsest
  - Edward Kłosiński − Wszyscy jesteśmy Chrystusami

- 2007 Paweł Edelman − Katyń
  - Janusz Kamiński − Hania
  - Artur Reinhart − Pora umierać
  - Adam Bajerski − Sztuczki

- 2008 Adam Sikora − Cztery noce z Anną
  - Jacek Petrycki − Boisko bezdomnych
  - Jolanta Dylewska − Chłopiec na galopującym koniu

- 2009 Krzysztof Ptak − Dom zły
  - Marcin Koszałka − Rewers
  - Marian Prokop − Wojna polsko-ruska

### Lata 2010–2019
- 2010 Artur Reinhart − Wenecja
  - Adam Sikora − Essential Killing
  - Adam Sikora − Las

- 2011 Jolanta Dylewska  − W ciemności
  - Adam Sikora i Lech J. Majewski − Młyn i krzyż
  - Piotr Sobociński jr. − Róża

- 2012 Arkadiusz Tomiak – Obława
  - Radosław Ładczuk – Jesteś Bogiem
  - Piotr Sobociński jr. – Drogówka

- 2013 Krzysztof Ptak, Wojciech Staroń – Papusza
  - Adam Bajerski – Imagine
  - Łukasz Żal, Ryszard Lenczewski – Ida

- 2014 Piotr Sobociński jr. – Bogowie
  - Marian Prokop – Miasto 44
  - Antoni Wawrzyniak, Stefan Bagiński, Roman Banach, Andrzej Ancuta, Jerzy Gabryelski, Seweryn Kruszyński, Kazimierz Pyszkowski, Jerzy Zarzycki, Stanisław Bala, Ryszard Szope, Antoni Bohdziewicz, Henryk Vlassak, Edward Szope, Wacław Kaźmierczak – Powstanie Warszawskie

- 2015 Arkadiusz Tomiak – Karbala
  - Arkadiusz Tomiak – Fotograf
  - Marcin Koszałka – Czerwony pająk
  - Michał Englert – Body/Ciało

- 2016 Piotr Sobociński jr. – Wołyń
  - Paweł Dyllus – Jestem mordercą
  - Jerzy Zieliński – Letnie przesilenie
  - Kacper Fertacz – Ostatnia rodzina

- 2017 Piotr Sobociński jr. – Cicha noc
  - Piotr Stasik – 21 x Nowy Jork
  - Michał Englert – Maria Skłodowska-Curie
  - Jolanta Dylewska, Rafał Paradowski – Pokot
  - Paweł Edelman – Powidoki

- 2018 Łukasz Żal – Zimna wojna
  - Jolanta Dylewska – Ajka
  - Jakub Kijowski – Fuga

- 2019 Piotr Sobociński jr. – Boże Ciało
  - Andrzej J. Jaroszewicz, Marian Prokop – Mowa ptaków
  - Tomasz Naumiuk – Obywatel Jones
  - Adam Bajerski – Pan T.
  - Paweł Edelman – Ukryta gra

### Lata 2020–2029
- 2020 Piotr Sobociński jr. – Jak najdalej stąd
- 2020 Michał Englert – Śniegu już nigdy nie będzie
  - Paweł Flis – Interior
  - Martin Štrba – Szarlatan
  - Witold Płóciennik – Zieja

- 2021 Piotr Sobociński jr. – Wesele
  - Klaudiusz Dwulit – Furioza
  - Witold Płóciennik – Mistrz
  - Michał Englert – Teściowie
  - Łukasz Gutt – Wszystkie nasze strachy
  - Kacper Fertacz – Żeby nie było śladów
  - Arthur Reinhart – Żużel

- 2022 Michał Dymek – IO
  - Łukasz Gutt – Broad Peak
  - Tomasz Woźniczka – Chleb i sól
  - Jolanta Dylewska – Orzeł. Ostatni patrol
  - Jakub Kijowski – Silent Twins

## Najczęściej nominowani (do nominacji za rok 2022)
więcej niż jedna nominacja:
- 9 nominacji:
  - Paweł Edelman − Demony wojny według Goi, Kroniki domowe, Pan Tadeusz, Duże zwierzę, Boże skrawki, Pianista, Katyń, Powidoki, Ukryta gra
- 8 nominacji:
  - Jolanta Dylewska − Królowa aniołów, Głośniej od bomb, W dół kolorowym wzgórzem, Chłopiec na galopującym koniu, W ciemności, Pokot, Ajka, Orzeł. Ostatni patrol
  - Krzysztof Ptak − Historia kina w Popielawach, Weiser, Edi, Pornografia, Mój Nikifor, Jasminum, Dom zły, Papusza,
  - Piotr Sobociński jr. − Róża, Drogówka, Bogowie, Wołyń, Cicha noc, Boże Ciało, Jak najdalej stąd, Wesele
- 7 nominacji:
  - Adam Sikora − Wojaczek, Angelus, Eukaliptus, Cztery noce z Anną, Essential Killing, Las, Młyn i krzyż
  - Arkadiusz Tomiak − Daleko od okna, Cisza, Symetria, Palimpsest, Obława, Karbala, Fotograf
- 5 nominacji:
  - Artur Reinhart − Jestem, Wenecja
- 4 nominacje:
  - Adam Bajerski − Zmruż oczy, Sztuczki, Imagine, Pan T.
  - Michał Englert – Body/Ciało, Maria Skłodowska-Curie, Śniegu już nigdy nie będzie, Teściowie
- 3 nominacje:
  - Marcin Koszałka − Pręgi, Rewers, Czerwony pająk
  - Jacek Petrycki − Człowiek wózków, Julia wraca do domu, Boisko bezdomnych
  - Marian Prokop − Wojna polsko-ruska, Miasto 44, Mowa ptaków
- 2 nominacje:
  - Kacper Fertacz – Ostatnia rodzina, Żeby nie było śladów
  - Łukasz Gutt – Wszystkie nasze strachy, Broad Peak
  - Jakub Kijowski – Fuga, Silent Twins
  - Edward Kłosiński − Życie jako śmiertelna choroba przenoszona drogą płciową, Wszyscy jesteśmy Chrystusami
  - Witold Płóciennik – Zieja, Mistrz
  - Martin Štrba − Zabić Sekala, Szarlatan
  - Piotr Wojtowicz − Prymas. Trzy lata z tysiąca, Tam i z powrotem
  - Łukasz Żal – Ida, Zimna wojna

## Najczęściej nagradzani (do nagród za 2022)
więcej niż jedna nagroda:
- 7 nagród:
  - Krzysztof Ptak − Historia kina w Popielawach, Weiser, Pornografia, Mój Nikifor, Jasminum, Dom zły, Papusza
- 6 nagród:
  - Piotr Sobociński jr. – Bogowie, Wołyń, Cicha noc, Boże Ciało, Jak najdalej stąd, Wesele
- 3 nagrody:
  - Paweł Edelman − Pan Tadeusz, Pianista, Katyń
- 2 nagrody:
  - Artur Reinhart − Jestem, Wenecja
  - Arkadiusz Tomiak – Obława, Karbala